# غرانتهام (نيوهامشير)
غرانتهام (بالإنجليزية: Grantham, New Hampshire)‏ هي بلدة أمريكية تقع في الولايات المتحدة في Sullivan County. يقدر عدد سكانها بـ 2,985 نسمة ومساحتها 72.7 كم2 وترتفع عن سطح البحر 289 متر.